# Dischidia retusa
Dischidia retusa är en oleanderväxtart som beskrevs av Odoardo Beccari. Dischidia retusa ingår i släktet Dischidia och familjen oleanderväxter. Inga underarter finns listade i Catalogue of Life.